# Echt Parish Church

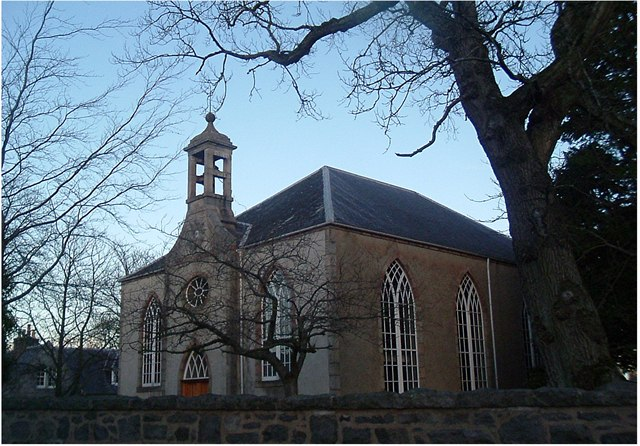
Echt Parish Church

Die Echt Parish Church ist eine Pfarrkirche der presbyterianischen Church of Scotland in der schottischen Ortschaft Echt in der Council Area Aberdeenshire. 1971 wurde das Bauwerk in die schottischen Denkmallisten in der höchsten Denkmalkategorie A aufgenommen.

## Geschichte
Die Echt Parish Church wurde im Jahre 1804 errichtet. Ihr Aufbau ist nahezu identisch zur ehemaligen Pfarrkirche von Crathie, die in den 1890er Jahren abgebrochen und durch die heutige Crathie Parish Church ersetzt wurde. Des Weiteren bestehen starke Parallelen zur drei Jahre älteren Parish Church of Skene. Aus diesen Gründen werden die Architekten William und Andrew Clerk als Planer angenommen. Die Glocke wurde 1868 gefertigt. Den 1930 installierten Abendmahlstisch entwarf William Kelly.
Nachdem beide Kirchengemeinden bereits seit 2005 abwechselnd Gottesdienst in ihren beiden Pfarrkirchen hielten, wurde die Kirchengemeinde von Echt im August 2018 offiziell mit der benachbarten Gemeinde Midmar vereint.

## Beschreibung
Das neogotische Kirchengebäude steht an der Main Road im Ortszentrum von Echt. Die Fassaden des länglichen Gebäudes sind mit Harl verputzt, wobei Gebäudeöffnungen mit Naturstein abgesetzt sind. Die westexponierte Hauptfassade ist drei Achsen weit. Am Mittelrisalit wurde oberhalb des Hauptportals ein elliptisches Fenster eingelassen. Der Risalit schließt mit einem geschwungenen Giebel und einem kleinen aufsitzenden, offenen Geläut. Entlang der Südfassade sind vier Spitzbogenfenster eingelassen. Die Kirche schließt mit einem hohen Walmdach. Dorische Säulen im Innenraum, welche eine Galerie tragen, zeigen Wappen.